# Symmorphus momunganensis
Symmorphus momunganensis är en stekelart som beskrevs av Schulthess 1934. Symmorphus momunganensis ingår i släktet vedgetingar, och familjen Eumenidae. Inga underarter finns listade i Catalogue of Life.